# Privilegi anglosassoni

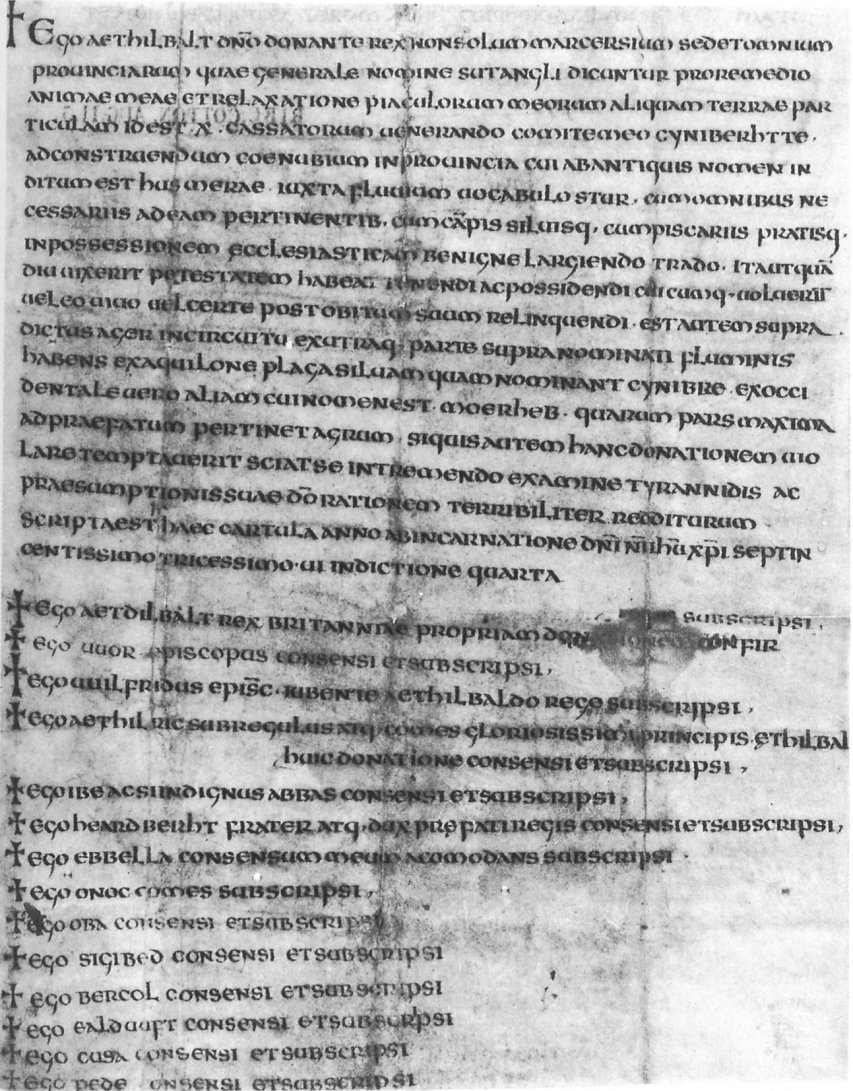
Il Diploma di Ismere, di re Æthelbald of Mercia, nel 736

I privilegi anglosassoni (Anglo-Saxon charters) costituiscono un corpus documentario della prima parte dell'alto medioevo della Britannia. Gli atti annoverati sotto tale titolo contengono di solito concessioni di terre o registrazioni di privilegi. Questi atti erano di norma scritti su pergamena, in latino medievale, spesso però con sezioni in volgare, e illustravano i confini delle proprietà terriere, spesso corrispondenti agli attuali confini parrocchiali. I più antichi documenti sopravvissuti fino a noi risalgono al 670: i più antichi contenevano concessioni territoriali alla Chiesa, ma dall'ottavo secolo queste carte furono sempre più usate per concessioni di terre a laici.
Sotto il termine charter si raccoglie un ampio repertorio di scritti legali, inclusi Diplomi, mandati e testamenti. I primi erano documenti regali, concessioni di diritti su terre o altri privilegi emanati dal re. I mandati erano autenticati da un sigillo e andarono gradualmente a sostituire gli attestati quale prova del possesso delle terre durante il primo periodo Anglo-Sassone e il periodo normanno. Le terre possedute in forza di uno di questi documenti erano chiamate booklands.
Gli atti del corpus costituiscono una risorsa fondamentale per comprendere l'Inghilterra anglosassone, assieme alla Cronaca anglosassone e ad altre fonti letterarie. Questi documenti sono raccolti nella 'Annotated List' di Peter Sawyer, e vengono di solito indicati con il loro numero di catalogazione preceduto da una S (per es. S407).

## Sopravvivenze e autenticità
Le Carte anglosassoni si presentano sotto molte forme: possono essere atti di affitto (spesso in forma di chirografo), testamenti, accordi scritti, mandati e, più comunemente, concessioni terriere. Queste possono essere ulteriormente divise in carte reali, o Diplomi, e carte private (donazioni da parte di figure diverse dal re). Oggi sopravvivono oltre mille di questi documenti, tutti custoditi negli archivi di monasteri e chiese, che li conservarono per mantenere i loro diritti sulle loro terre. Alcuni documenti sopravvissuti sono copie successive, a volte con alterazioni del testo originale. Talvolta queste carte erano usate nelle dispute legali, e la registrazione del loro contenuto negli atti dei processi è un altro motivo della loro sopravvivenza, nei casi in cui i documenti originari sono andati perduti. Esistono ancora nella loro forma originale circa 200 documenti, mentre i restanti sono tramandati come copie del periodo successivo alla conquista normanna, spesso create dai compilatori di Cartulari (raccolta di atti di proprietà) o dai moderni antiquari.
Dato che le carte sono atti di concessione di terre, vi sono state molte contraffazioni. È quindi molto importante studiare a fondo questi documenti, per attestarne l'autenticità. Il motivo principale per la falsificazione era il voler fornire prove sul reale possesso di terre.

## I diplomi
La maggior parte delle carte esistenti è costituito dai diplomi, cioè documenti reali che garantivano privilegi e diritti, specialmente sulle terre. Il tipico diploma era costituito da tre parti. La prima era di solito in latino e registrava la transazione, oltre a invocare l'ira di Dio per chiunque lo avesse falsificato. La sezione seguente, spesso in inglese antico, descriveva i confini delle terre. La terza sezione era una lista di testimoni, di solito potenti membri laici o ecclesiastici della corte reale.
La maggior parte della terminologia del diploma era esplicitamente religiosa: era fatto a scopo dissuasivo, in modo che chiunque avesse distrutto il documento sarebbe stato scomunicato. Molte antiche carte erano inoltre concesse in anticipo al fondatore di un monastero. Comunque il documento serviva a documentare il possesso legale delle terre e a liberarle da alcune tasse.

## Significato storico
Le carte vengono spesso utilizzate dagli studiosi come fonti per la storia dell'Inghilterra. Infatti è frequente che i re donino o vendano terreni attraverso le carte, e osservando le terre cedute è possibile vedere l'estensione del territorio di un re, e come esercitava il potere in quella regione. Per esempio, il re Æthelwulf del Wessex concesse le terre del Devon con la Carta dell'846, forse per dividere il bottino conquistato di recente tra i suoi uomini.
Le carte offrono anche elenchi delle persone che attestano il documento, in questo modo è possibile vedere chi era presente alla corte del re. Per esempio, possiamo vedere che molti re gallesi, tra cui Hywel Dda, erano presenti alla corte del re Atelstano del Wessex nel decimo secolo. Anche l'assenza di persone da una corte può essere altrettanto rivelatrice; Wulfstan I, arcivescovo di York tra il 931 e il 956, ha omesso di attestare qualsiasi carta reale tra il 936 e il 941, periodo durante il quale fu combattuta la battaglia di Brunanburh tra Atelstano e l'alleanza tra le Hiberno-Normanni, il re di Dublino, Óláfr Guðrøðsson e il re scozzese, Causantín. Wulfstan I era piuttosto di spirito indipendente, e si può collegare la sua assenza dalla corte del Wessex per l'eventuale partecipazione del re alla battaglia di Brunanburh, e in seguito le sue attività saranno state principalmente quelle di una specie di kingmaker a York. È anche possibile rintracciare la carica che aveva una persona a corte attraverso la sua posizione nella lista dei testimoni, come per esempio nel caso di Eadric Streona alla corte di Æthelred l'Impreparato all'11º posto.
Dalle carte si possono leggere anche gli "Oneri" a cui erano obbligati i proprietari terrieri, come fornire soldati e pagare tasse sul raccolto. Questo ci dà la possibilità di esaminare le strutture sociali del periodo.
Un comitato congiunto della British Academy e della Royal Historical Society è stato istituito nel 1966 per supervisionare una edizione definitiva dell'intero corpus delle carte anglosassoni, probabilmente raccolta in circa 30 volumi, il professor Nicholas Brooks è il presidente del comitato in carica, ed il professor Simon Keynes è il suo segretario. Nel 2015 erano sono stati presentati 19 volumi.